# Zelene, Bar
Zelene (în ucraineană Зелене) este un sat în comuna Volodiivți din raionul Bar, regiunea Vinnița, Ucraina.

## Demografie
Componența lingvistică a localității Zelene
     Ucraineană (98,3%)
     Rusă (1,7%)
Conform recensământului din 2001, majoritatea populației localității Zelene era vorbitoare de ucraineană (98,3%), existând în minoritate și vorbitori de rusă (1,7%).